# Virus de la mosaïque de la tomate
Tobamovirus tomatotessellati
Espèce
Synonymes
- Tomato mosaic virus (ICTV, 1971)

Tobamovirus tomatotessellati, le virus de la mosaïque de la tomate ou ToMV (acronyme de Tomato mosaic virus), est un phytovirus pathogène, qui affecte principalement les cultures de tomate. Il est classé dans le genre des Tobamovirus, et apparenté au virus de la mosaïque du tabac qui est l'espèce-type de ce genre.
C'est un virus cosmopolite, présent dans toutes les régions où la tomate est cultivée.
Il n'a pas de vecteur connu, mais se transmet par contact entre les plantes-hôtes, ou par les graines, ainsi que par l'homme lors des opérations culturales.

## Référence biologique
- (en) ICTV : Tomato mosaic virus  (consulté le 28 février 2021)